# Du Quoin
Du Quoin – miasto w Stanach Zjednoczonych, w stanie Illinois, w hrabstwie Perry.